# Breesen (Starkenberg)
Breesen ist ein Ortsteil der Gemeinde Starkenberg im Landkreis Altenburger Land in Thüringen.

## Lage
Der Rundlingsweiler Breesen befindet sich 5 Kilometer südöstlich von Starkenberg und 9,5 Kilometer westlich von Altenburg. Über eine Kreisstraße haben die Bürger Anschluss an die nah vorbeiführende Landesstraße 1362. Die Gemarkung des Weilers liegt im Altenburger-Zeitzer Lösshügelland am Beginn der Leipziger Tieflandsbucht. Der Ort liegt im Tal des Kleinen Gerstenbachs, der über den Gerstenbach in die Pleiße entwässert. Er ist der südöstlichste Ortsteil der Gemeinde Starkenberg.

## Geschichte

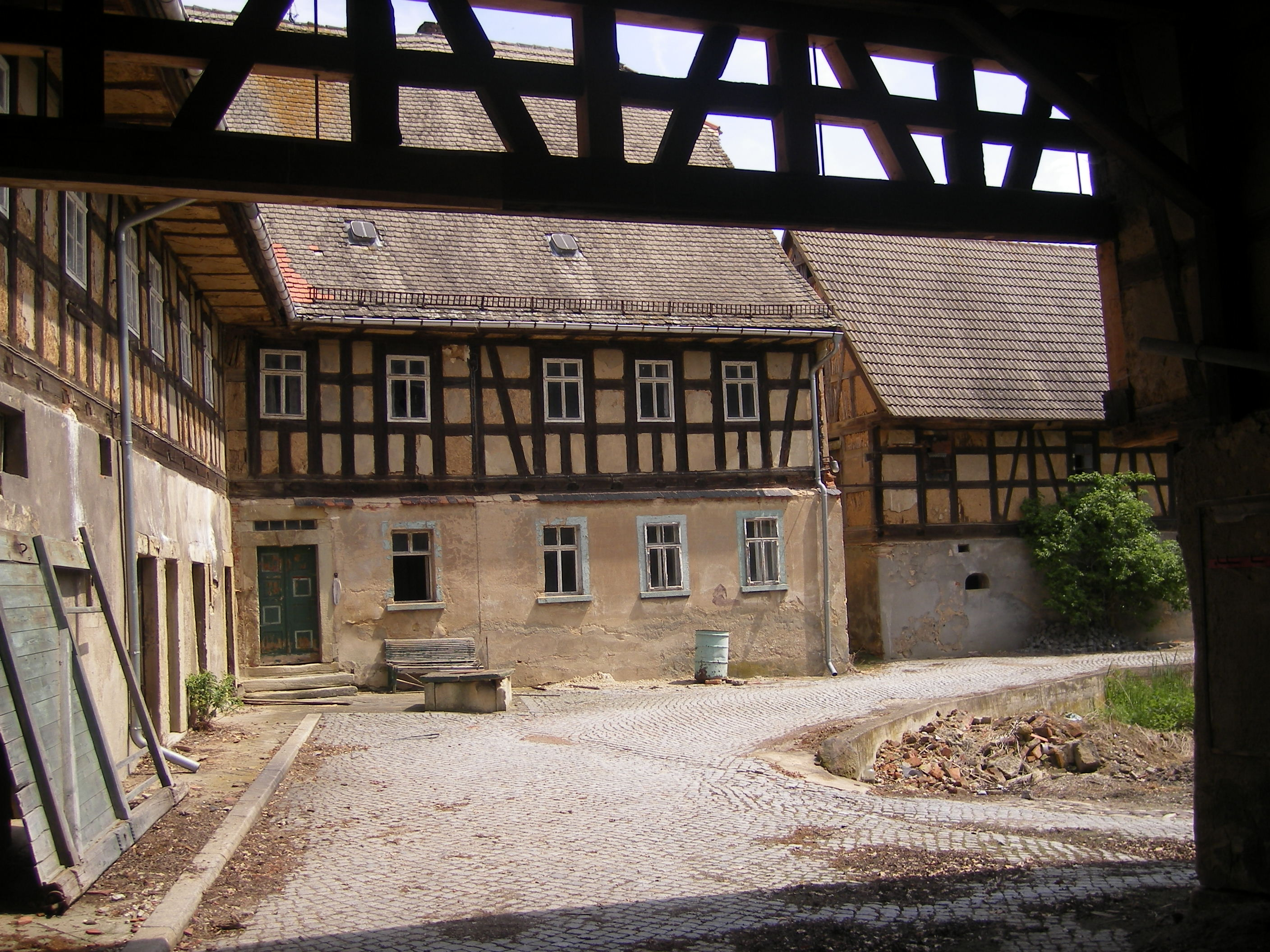
Der Heitschhof in Breesen

Am 1. April 1250 weist die Gemeinde die Ersterwähnung des Weilers nach. Wolfgang Kahl fand 1181–1214 als urkundlich nachgewiesene Ersterwähnung unter dem Namen Bresen. Dieser stammt vom sorbischen brezina oder breźno für „Birkenort, Birkenwald“ (vgl. obersorb. brěza). 1445 waren sechs Bauernhöfe ansässig.
Breesen gehörte zum wettinischen Amt Altenburg, welches ab dem 16. Jahrhundert aufgrund mehrerer Teilungen im Lauf seines Bestehens unter der Hoheit folgender Ernestinischer Herzogtümer stand: Herzogtum Sachsen (1554 bis 1572), Herzogtum Sachsen-Weimar (1572 bis 1603), Herzogtum Sachsen-Altenburg (1603 bis 1672), Herzogtum Sachsen-Gotha-Altenburg (1672 bis 1826). Bei der Neuordnung der Ernestinischen Herzogtümer im Jahr 1826 kam der Ort wiederum zum Herzogtum Sachsen-Altenburg.
Nach der Verwaltungsreform im Herzogtum gehörte er bezüglich der Verwaltung zum Ostkreis (bis 1900) bzw. zum Landratsamt Altenburg (ab 1900). Das Dorf gehörte ab 1918 zum Freistaat Sachsen-Altenburg, der 1920 im Land Thüringen aufging. 1922 kam es zum Landkreis Altenburg.
Am 1. Juli 1950 wurde Breesen nach Tegkwitz eingemeindet. Bei der zweiten Kreisreform in der DDR wurden 1952 die bestehenden Länder aufgelöst und die Landkreise neu zugeschnitten. Somit kam Breesen als Ortsteil von Tegkwitz mit dem Kreis Altenburg an den Bezirk Leipzig; jener gehörte seit 1990 als Landkreis Altenburg zu Thüringen und ging 1994 im Landkreis Altenburger Land auf. Mit der Eingliederung der Gemeinde Tegkwitz in die Gemeinde Starkenberg wurde Breesen am 1. Dezember 2008 der südöstlichste Ortsteil der Gemeinde Starkenberg. 2012 wohnten 18 Personen im Weiler.

## Sehenswürdigkeiten
In Breesen befindet sich der typischste Altenburger Vierseithof, der Hof Heitsch, dessen ältestes derzeitiges Gebäude, ein Stallgebäude aus dem Jahr 1747 stammt. Das Wohnhaus und der Pferdestall wurden 1759 erbaut, die Scheune 1763 und der Kuhstall 1765.